# Вулин, Александр
Алекса́ндр Вулин (серб. Александар Вулин; род. 1972, Нови-Сад, СФРЮ) — сербский государственный и политический деятель, директор Агентства безопасности и информирования с 1 декабря 2022 по 3 ноября 2023 года. Являлся министром обороны Сербии с 29 июня 2017 по 28 октября 2020 года и министром внутренних дел Сербии с 28 октября 2020 по 26 октября 2022 года.

## Биография
Александр Вулин родился в 1972 году в Нови-Саде. Окончил юридический факультет в Крагуевацком университете.
С 2000 по 2002 год был заместителем директора по маркетингу в фирме «Супер прес», с 2003 по 2007 год — директором по маркетингу в «Color press», а в 2007—2012 годах — заместителем генерального директора в «Color media international». Александр Вулин был редактором еженедельника «Печат», а также ведущим авторской колонки в ряде ежедневных и еженедельных изданий.
Бывший член «армейской» партии «Союз коммунистов — Движение за Югославию», Вулин в 1994 году был одним из основателей партии Мирианы Маркович «Югославские левые». Её он покинул в 1998 году, тогда занимая должность заместителя председателя партии. Затем вступил в Социалистическую партию Сербии, будучи выбранным одним из членов Исполнительного комитета. В 2007 году покинул СПС и вместе с Михаилом Марковичем основал партию «Демократические левые», а затем «Движение социалистов», где занял должность руководителя.
Был избран в качестве главы комитета в общине Раковица и Скупщине Белграда, а также депутатом Народной скупщины Сербии. В августе 2012 года Александр Вулин был назначен директором Канцелярии по вопросам Косова и Метохии. В сентябре 2013 года вопросами региона начал заниматься уже в должности министра без портфеля.
В апреле 2014 года вошёл в состав Правительства в качестве министра труда и социальных вопросов. 11 августа 2016 года вновь был назначен на этот пост.
С 29 июня 2017 по 28 октября 2020 года — министр обороны Сербии. Занимал пост министра внутренних дел Сербии с 28 октября 2020 по 26 октября 2022 года. Был назначен директором Агентства безопасности и информирования 1 декабря 2022 года, подал в отставку с этого поста 3 ноября 2023 года.

## Санкции
11 июля 2023 года попал под санкции США по обвинениям в коррупции, участию в сети наркоторговцев и помощи торговцу оружием Слободану Тешичу.

## Взгляды
СМИ описывают Вулина как пророссийского политика. В апреле 2018 года Вулин был объявлен персоной нон грата в Хорватии после того, как, будучи в статусе министра обороны, сказал: «Решение о моём въезде в Хорватию может принимать только Верховный главнокомандующий сербской армией Александр Вучич, а не хорватские министры». В декабре 2020 года он официально провозгласил концепцию «сербского мира», основанного на идее «Великой Сербии».

## Личная жизнь
Женат, отец двух сыновей.

## Награды
- Медаль «За отличие» Государственной корпорации «Ростех» (декабрь 2021 года)[11].
- Орден Дружбы (30 января 2024 года)[12].
- Орден Новомучеников Бихач-Петроваца[серб.] (2024 год)[13].